# Suworow-Museum

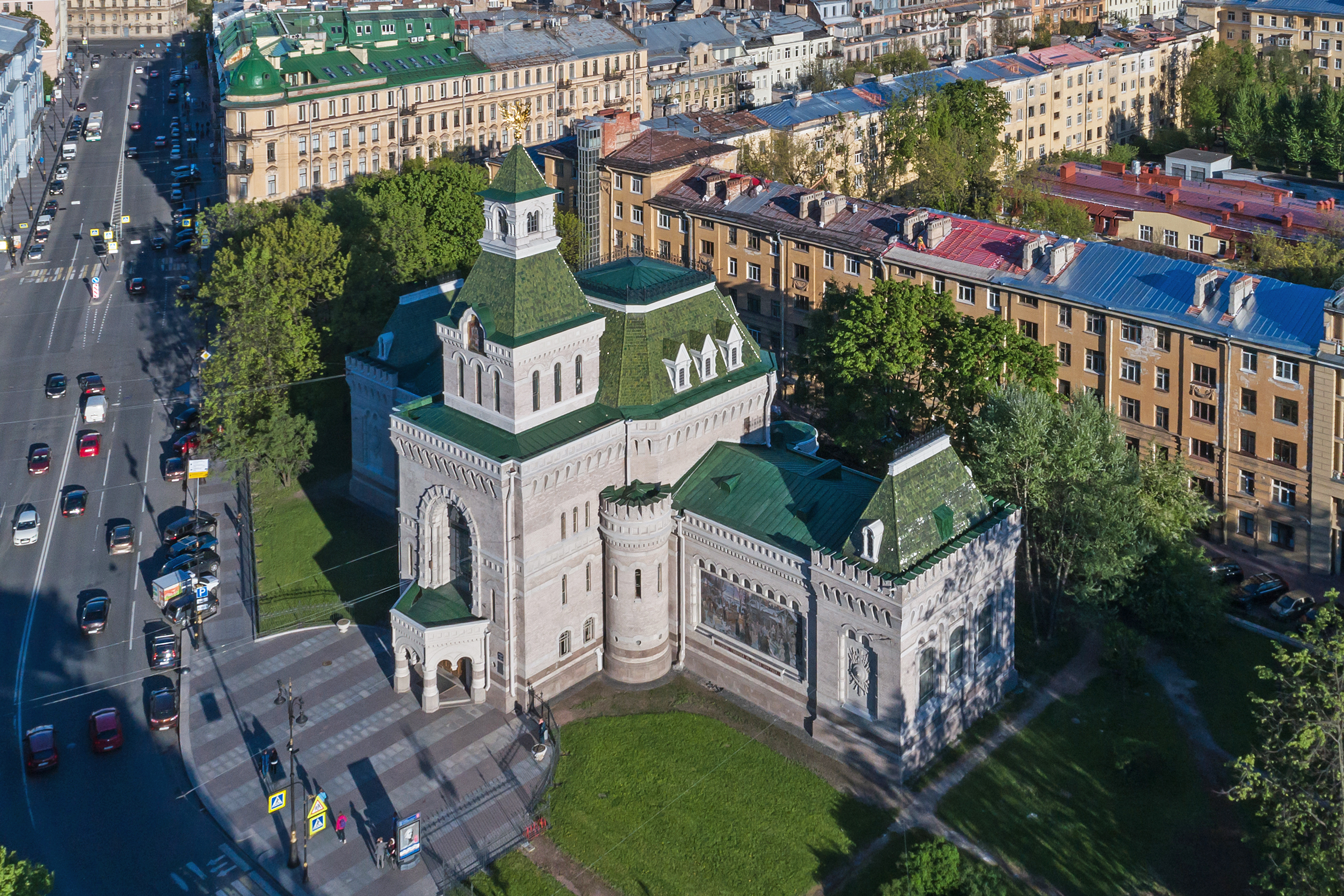
Sankt-Petersburg, Suworow-Museum

Das Suworow-Museum (russisch Государственный мемориальный музей А.В. Суворова) ist ein Militärmuseum in Sankt Petersburg. Das Gebäude befindet sich im historischen Zentrum Sankt Petersburgs an der Kreuzung der Straßen Tawritschesskaja und Kirotschnaja (Die Adresse: Kirotschnaja-Straße 43). Es wurde nach Plänen der Architekten Alexander von Hohen und Hermann Grimm im Stil historischer russischer Festungen mit Wachturm und Ringmauer errichtet.

## Geschichte
Das Suworow-Museum entstand im Jahr 1900, zum einhundertsten Todestag des Generalissimus Alexander Wassiljewitsch Suworow. Es bestand bis zum Jahr 1918. Unter der Sowjetherrschaft wurde es zunächst geschlossen und die Sammlungen an verschiedene Museen übergeben. In den 1930er Jahren wurde das Gebäude vom Museum für Flugwesen genutzt. Während des Zweiten Weltkriegs durch eine deutsche Fliegerbombe beschädigt, begann 1950 die Wiederherstellung des Museums, das 1951 wieder eröffnet wurde. Von 1988 bis 1998 erfolgte eine Restaurierung. Das Museum zählt annähernd 29.000 Besucher pro Jahr.

## Exponate
Die Sammlungen befinden sich in fünf Sälen mit einer Gesamtfläche von 650 m² und umfassen rund 108.000 Exponate, darunter eine Sammlung von persönlichen Gegenständen aus dem Besitz Suworows, eine Sammlung von 60.000 Zinnsoldaten (größte derartige Sammlung in Russland), Bildergalerien russischer Heerführer und Offiziere, Kriegstrophäen (wie 300 türkische Fahnen, eine französische Kanone, die während der Schlacht bei Novi erobert wurde) und andere Stücke aus dem 18. Jahrhundert, wie der Hut Friedrich II., den dieser in der Schlacht bei Kunersdorf verloren hatte. Eine Ausstellung in einem gesonderten Saal ist der Familie und den Enkeln Suworows gewidmet.
Ausgestellt werden auch Gegenstände aus dem 20. Jahrhundert, so ein Zigarettenetui Georgi Schukows oder der Suworow-Orden Erster Klasse von Leonid Goworow. Das von Nikolaus II. dem Museum überlassene Gemälde Die Alpenüberquerung Suworows von Wassili Surikow wurde später dem Russischen Museum übergeben.
Die Bibliothek des Museums umfasst 25.000 Bände, davon mehr als 10.000 Rara über die russische Militärgeschichte, einschließlich einer Literatursammlung über Suworow.